# Daphnella recifensis
Daphnella recifensis é uma espécie de gastrópode do gênero Daphnella, pertencente à família Raphitomidae.